# Зибенпфейфер, Филипп Якоб
Филипп Якоб Зибенпфейфер (нем. Philipp Jakob Siebenpfeiffer; 12 ноября 1789, Лар (Шварцвальд), Баден, — 14 мая 1845, Берн, Швейцария) — баварский политический писатель.
Сын бедного ремесленника, он довольно долго вынужден был зарабатывать деньги, служа писцом, пока наконец ему удалось скопить необходимую сумму, достаточную для изучения юриспруденции. Первая книжка основанного им журнала: «Rheinbayern» повлекла за собой увольнение его от службы. Он продолжал, однако, издавать журнал, изменив лишь его название («Германия»), а в 1831 году под его редакцией стал выходить другой политический журнал, «Западный Вестник», в котором появился целый ряд статей, резко порицавших правительство и настойчиво требовавших радикального изменения политических условий Германии. «Западный Вестник» в 1832 году запрещён.
Вскоре за этим Зибенпфейфер произнес на празднике в Гамбахе речь, полную резких нападок на правительственную политику того времени, за что и предстал (в июле 1833 года) пред ассизным судом, по обвинению в прямом подстрекательстве к свержению государственного устройства и в критике правительственных учреждений. Приговорённый к двухлетнему тюремному заключению, Зибенпфейфер успел в том же году бежать из тюрьмы, благополучно достиг французской границы и затем перебрался в Швейцарию; здесь он вскоре получил кафедру в Бернском университете. Кроме многочисленных журнальных статей политического характера, известны следующие его сочинения: «Über Gemeindegüter und Gemeindeschulden» (Майнц, 1818); «Über die Frage unserer Zeit in Beziehung auf Gerechtigkeitspflege» (Гейдельб., 1823).